# 多朗特山
45°55′21″N 7°2′46″E / 45.92250°N 7.04611°E

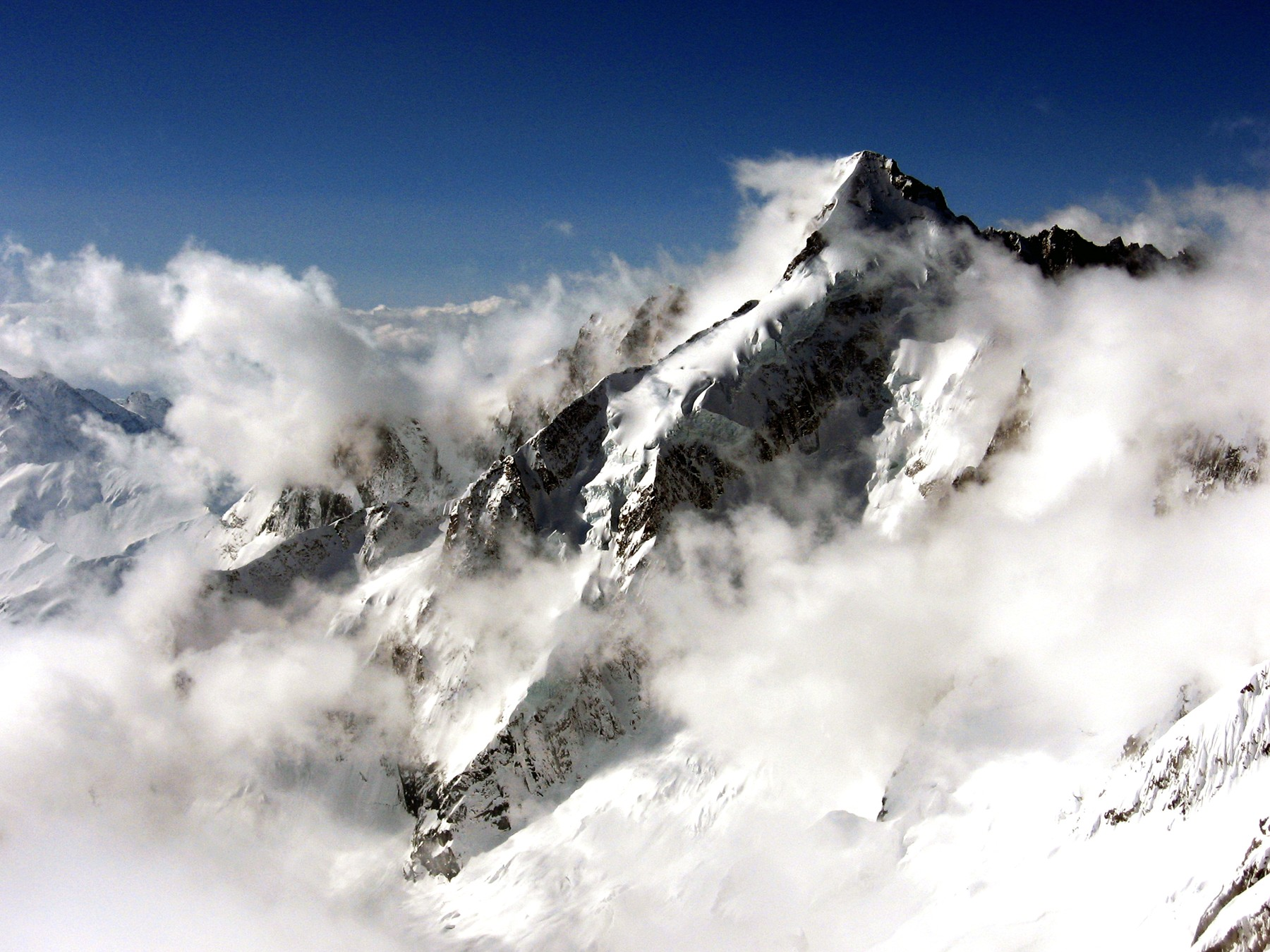

多朗特山（法語：Mont Dolent）是西歐的山峰，位於瑞士、法國和意大利接壤的邊境，屬於格拉耶山的一部分，海拔高度3,823米。